# Odette File Transfer Protocol
Das Odette File Transfer Protocol (OFTP) ist ein unter dem Dach des Unternehmens Odette International entwickeltes Netzwerkprotokoll zur direkten elektronischen Datenübertragung zwischen zwei Kommunikationspartnern. Es entspricht in seiner Version 1 der Empfehlung 4914/2 des Verbands der Automobilindustrie.

## Ablauf der Kommunikation
Die Kommunikation wird von einem Partner initiiert. Nach Austausch von sog. Odette-IDs, die in Deutschland vom Verband der Automobilindustrie vergeben werden, und Passwörtern können Dateien in beiden Richtungen ausgetauscht werden. Die Dateien erhalten für die Übertragung einen vorkonfigurierten virtuellen Dateinamen. Daten können per OFTP verschlüsselt oder unverschlüsselt übertragen werden.

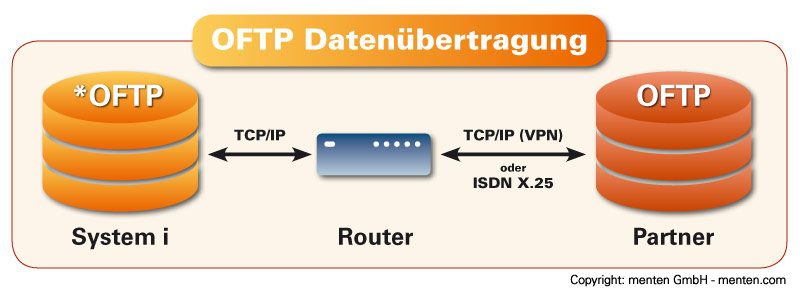
OFTP-Ablaufschema

Nach der Übertragung kann je nach Vereinbarung noch eine Bestätigung in Form eines End to End Response (EERP) erfolgen. Diese kann entweder unmittelbar nach der Übertragung innerhalb derselben Verbindung erfolgen oder der Empfänger wählt sich selbsttätig neuerlich zum ursprünglichen Absender zur Übertragung ein. Erfolgt die Übertragung über einen Dritten, so wird das EERP erst vom endgültigen Empfänger rückübermittelt.

## Anwendungsbereiche
Ursprünglich für EDI in der europäischen Automobilindustrie entwickelt und dort gebräuchlich (siehe z. B. verschiedene Empfehlungen des VDA seit 1988), wird OFTP auch in anderen Branchen und Anwendungen eingesetzt, zum Beispiel für den Austausch von Kontostandsdaten und Zahlungsverkehrsdaten zwischen Banken und Unternehmen. Häufig wird es auch benutzt, um CAD-Modelle zwischen Ingenieurbüros zu verschicken (ENGDAT).

## Stärken
- Es erlaubt ein Wiederaufsetzen nach Abbruch der Verbindung, es muss nicht die gesamte Datei neu übertragen werden.
- Die implizite End-To-End-Response garantiert korrekte Übertragung und Verarbeitung der Datei durch den Empfänger.
- Es kann auf verschiedenen Transportschichten aufsetzen: ISDN (B- und D-Kanal), X.25, TCP/IP (RFC 2204[1]).
- Es ist eine Vielzahl von Produkten verfügbar, die OFTP beherrschen.
- Es wird häufig zur Übertragung von Dateien im ENX, dem Kommunikationsnetzwerk der europäischen Automobilindustrie, eingesetzt.
- Als Version 2 ist es auch über das Internet nutzbar.